# Fightin Phils de Reading
Les Fightin Phils de Reading (en anglais : Reading Fightin Phils) sont une équipe de ligue mineure de baseball basée à Reading (Pennsylvanie).
Affiliés à la formation de MLB des Phillies de Philadelphie, les Fightin Phils jouent au niveau AA en Eastern League. Fondée en 1967 à Reading (Pennsylvanie) sous le nom des Phillies de Reading, l'équipe évolue depuis 1967 à Reading (Pennsylvanie).

## Histoire
Après 46 ans sous le nom Phillies, le club est renommé Fightin Phils le 17 novembre 2012,.